# Михайлов, Виктор Михайлович (военачальник)
Ви́ктор Миха́йлович Миха́йлов (22 июня 1924, Шихазаны, Цивильский уезд, Чувашская АО, РСФСР, СССР — 27 сентября 2021) — советский военачальник, политработник, генерал-майор (1976). Начальник Рижского высшего военно-политического Краснознаменного училища им. Маршала Советского Союза С. С. Бирюзова (1977—1987). Участник Великой Отечественной войны.

## Биография
До войны имел все четыре «оборонных» знака — ГТО, ПВХО («готов к химической обороне»), ГСО («готов к санитарной обороне») и «Ворошиловский стрелок».
Участник Великой Отечественной войны. В 1941 году проходил службу в лыжном батальоне под Москвой. В одном из боёв, 15 января 1942 года, был серьёзно ранен. В январе 1944 года под Шепетовкой получил второе ранение, после излечения был направлен на ускоренный курс обучения в Ивановское военно-политическое училище, которое окончил с отличием в конце 1944 года.
В августе—сентябре 1945 года участвовал в войне с Японией.
После войны, в 1960 году, окончил Военно-политическую академию имени В. И. Ленина. По окончании академии был направлен в город Козельск начальником политотдела 28-й гвардейской Краснознамённой ракетной дивизии.
Шесть лет служил заместителем начальника по политической части ракетного полигона Капустин Яр (генерал-полковника В. И. Вознюка).
С 1977 по 1987 годы — начальник Рижского высшего военно-политического Краснознаменного училища им. маршала С. С. Бирюзова.
Проживал в городе Одинцово Московской области.
Писал стихи на русском и чувашском языках.
Скончался 27 сентября 2021 года.

## Награды и почётные звания

### Награды
Награды Российской Федерации
- Орден Почёта;
- Медаль Жукова.

Награды СССР
- Орден Отечественной войны I степени (1985);
- Орден Трудового Красного Знамени;
- Орден Красной Звезды (четырежды);
- Орден «За службу Родине в Вооружённых Силах СССР» III степени;
- Орден «Знак Почёта»;
- Медаль «За боевые заслуги»;
- Медаль «В ознаменование 100-летия со дня рождения Владимира Ильича Ленина»;
- Медаль «За оборону Москвы»;
- Медаль «За оборону Кавказа»;
- Медаль «За победу над Германией в Великой Отечественной войне 1941—1945 гг.»;
- Медаль «За взятие Берлина»;
- Медаль «Ветеран Вооружённых Сил СССР»;
- Медаль «За освоение целинных земель»;
- Медаль «За безупречную службу» I степени.

Юбилейные медали СССР и Российской Федерации
- Юбилейная медаль «Двадцать лет Победы в Великой Отечественной войне 1941—1945 гг.»;
- Юбилейная медаль «Тридцать лет Победы в Великой Отечественной войне 1941—1945 гг.»;
- Юбилейная медаль «Сорок лет Победы в Великой Отечественной войне 1941—1945 гг.»;
- Юбилейная медаль «50 лет Победы в Великой Отечественной войне 1941—1945 гг.»;
- Юбилейная медаль «60 лет Победы в Великой Отечественной войне 1941—1945 гг.»;
- Юбилейная медаль «65 лет Победы в Великой Отечественной войне 1941—1945 гг.»;
- Юбилейная медаль «70 лет Победы в Великой Отечественной войне 1941—1945 гг.»;
- Юбилейная медаль «30 лет Советской Армии и Флота»;
- Юбилейная медаль «40 лет Вооружённых Сил СССР»;
- Юбилейная медаль «50 лет Вооружённых Сил СССР»;
- Юбилейная медаль «60 лет Вооружённых Сил СССР»;
- Юбилейная медаль «70 лет Вооружённых Сил СССР».

Награды иностранные
- Медаль «Братство по оружию» (дважды, ПНР);
- Медаль «30 лет Победы над милитаристской Японией» (Монголия).

Региональные и муниципальные награды
- Памятный знак «65 лет битвы за Москву» (2005, награда Правительства Москвы);
- Почётный гражданин села Шихазаны (2006, Шихазанское сельское поселение Канашского района Чувашской Республики);
- Почётный гражданин Канашcкого района (2015, Канашский район Чувашской Республики);
- Памятный знак «70 лет битвы за Москву» (2010, награда Правительства Москвы);
- Знак «За доблесть и мужество» (2016, награда Московской области).

### Звания
- Воинское звание: генерал-майор с 1976 года;

## Память
Именем Михайлова названа улица в родном селе.

## Статьи
- ОДИНЦОВСКАЯ НЕДЕЛЯ. Своё 96-летие отметил ветеран Великой Отечественной войны Виктор Михайлов
- СОВЕТСКАЯ ЧУВАШИЯ. «Передний край генерала Михайлова»
- КРАСНАЯ ЗВЕЗДА. «Передний край генерала Михайлова»

## Семья
Супруга — Нина Павловна Михайлова. Сыновья Валентин и Александр, офицеры.